# Lachen (Svizzera)
Lachen (toponimo tedesco) è un comune svizzero di 8 397 abitanti del Canton Svitto, nel distretto di March del quale è capoluogo; si affaccia sul lago di Zurigo.

## Infrastrutture e trasporti
Lachen è servito dall'omonima stazione sulla ferrovia Zurigo-Ziegelbrücke.